# David Supino
David Supino (Pisa, 6 marzo 1850 – Pisa, 3 maggio 1937) è stato un politico e giurista italiano.
Fu senatore del Regno d'Italia dal  1919 al 1921.

## Biografia
Figlio primogenito di Rachele Rignano e Moisè, mercante, collezionista e appassionato d’arte di origini ebraiche, dopo essersi iscritto alla facoltà di giurisprudenza a Pisa, Supino si laureò nel luglio del 1872 con una tesi sul tema della colpa nei contratti. Fu allievo del giurista pisano Francesco Buonamici. Dal 1875 al 1894 fece parte dell’Ordine pisano degli avvocati. 
Nel 1894 sposò Regina Perugia, dalla quale ebbe due figlie: Margherita e Lina.
Dopo alcuni anni d’insegnamento presso l’Istituto Cesare Alfieri di Firenze, nel 1876 ottenne la libera docenza per titoli in Diritto commerciale a Pisa. Nel  1878 divenne professore straordinario e, nel 1883, fu nominato professore ordinario e, nel 1884, divenne preside della facoltà. Rimase in cattedra fino al 1925. Per alcuni anni insegnò anche scienze delle finanze e diritto finanziario. Fu rettore dal 1898 al 1920. 
Nel 1883, in seguito alla promulgazione del Codice di commercio, dopo aver collaborato a lungo con la rivista Il Casaregis, fondò e diresse insieme a Filippo Serafini il Diritto commerciale (dal 1921 Diritto commerciale e la parte generale delle obbligazioni), uscita per la prima volta a Pisa nel 1883.
La sua opera principale fu Della cambiale e dell'assegno bancario. 
Le Istituzioni di diritto commerciale, pubblicato nelle prime quattro edizioni con il titolo Diritto commerciale, fu tradotto anche in lingua spagnola. Nella versione definitiva era articolato in quattro libri: il primo dedicato al commercio in generale, il secondo alle obbligazioni commerciali, il terzo al commercio marittimo e il quarto alle azioni, nel quale erano trattati anche i temi del fallimento, della prescrizione e della giustizia commerciale.
Nominato senatore per meriti accademici il 6 ottobre 1919, si affiliò al gruppo liberale democratico, poi Unione democratica.   
Nel 1921 ricevette la nomina a commissario di vigilanza sulla circolazione e sugli istituti di emissione e quella a membro della Commissione reale e parlamentare per la riforma dei codici. Nel 1928 fu affiliato all’Unione nazionale del Senato, divenuta l'anno seguente Unione nazionale fascista del Senato.
Durante l’insegnamento e l’esperienza parlamentare percorse tutto il cursus dell’Ordine della Corona d’Italia e dell’Ordine dei Ss. Maurizio e Lazzaro fino a divenire rispettivamente nel 1909 e nel 1925 grande ufficiale.
Morì a Pisa il 3 maggio 1937 e fu sepolto nel cimitero ebraico pisano.

## Opere
- David Supino, Le operazioni di borsa secondo la pratica, la legge e l'economia politica : con appendici contenenti un piccolo dizionario dei termini più usati in materia di borsa, i regolamenti delle principali borse di commercio italiane e le leggi relative alla pubblica mediazione, Torino, Bocca, 1875.
- editoreTi. Vannucchi David Supino, Intorno ad una deliberazione proposta all’assemblea generale degli azionisti della Cassa prestiti, risparmi e depositi di Campiglia Marittima, Pisa, 1880.
- David Supino, La rivendicazione nel fallimento, Firenze, G. Pellas, 1881.
- David Supino, Della cambiale e dell'assegno bancario, Verona, Padova, Drucker & Tedeschi, 1887.
- David Supino, Parere nella causa contro Lazzaroni barone Michele e Nizzola Emilio per delitto di aggiotaggio, Pisa, Tip. Vannucchi, 1894.
- David Supino, Istituzioni di diritto commerciale, 5ª ed., Firenze, Barbera, 1896.
- David Supino, Banca scledense e Alliata, Pisa, Tip. Nistri, 1897.